# Toponymie bretonne
 (juin 2010).
Si vous disposez d'ouvrages ou d'articles de référence ou si vous connaissez des sites web de qualité traitant du thème abordé ici, merci de compléter l'article en donnant les références utiles à sa vérifiabilité et en les liant à la section « Notes et références ».

Carte montrant l'extension maximum des toponymes en breton.

La question de l'émigration bretonne en Armorique peut être étudiée à partir de l'hagiotoponymie qui constitue une originalité en faisant précéder le nom du patron du village (souvent un "saint" celtique) non pas de l'adjectif Saint, mais des éléments Plo-/Plou- (paroisse), Tre- (subdivision du plou) et Lan- (ermitage, oratoire). Ailleurs qu’en Bretagne, Plo et Plou correspondant à une syllabe initiale sans rapport avec l’appellatif breton.

La toponymie bretonne est la toponymie de la Bretagne historique et se compose d'une part des toponymes brittoniques et d'autre part des toponymes romans ou romanisés. Les appellatifs toponymiques et les anthroponymes issus du breton se concentrent essentiellement à l'ouest de la Bretagne (Bretagne bretonnante) et les toponymes romans dans sa partie orientale et méridionale (Bretagne gallèse). La toponymie est globalement fixée à partir du XVe siècle, alors que la microtoponymie continue d'évoluer au rythme des échanges de terres, des modifications du cadastre, du développement des voies de communication (certains noms de lieux étant créés lors de la création de relais, d'auberges, de carrefours…) et des transcriptions erronées.
La sauvegarde du patrimoine toponymique breton passe par la recension des toponymes et microtoponymes présents sur les cartes, documents écrits anciens ou modernes, et dans la mémoire populaire (enquête orale sur le terrain auprès des détenteurs de la mémoire locale) mais dont la signification des toponymes peut laisser apparaître quelques interprétations incertaines, par défaut de sources anciennes ou d'informations locales précises,.

## Cas général
La toponymie ancienne de la Bretagne est basée principalement sur deux catégories de toponymes selon leur langue d'origine :
- Le toponymes romans ou romanisés, parmi lesquels on distingue
  - Les toponymes gaulois, c'est-à-dire indigènes et  aux origines parfois très anciennes. Ils ont été créés à partir d'une langue celtique continentale.
  - Les toponymes gallo-romans qui incorporent parfois des éléments de la langue vernaculaire, le gaulois, mais qui sont pour l'essentiel des créations à partir de la langue de superstrat, le latin vulgaire
- Les toponymes brittoniques, c'est-à-dire importés ou créés à partir d'une langue celtique insulaire. Ils ont souvent été déformés lors de leur transcription et francisés à partir de l'Ancien Régime par des fonctionnaires envoyés par la capitale dans les administrations bretonnes, phénomène qui s'est accéléré à partir du XIXe siècle[5].

Note : il n'y a pas d'opposition réelle entre les deux catégories, car certains toponymes gaulois ont été bretonnisés, ce qui s'explique par la survivance probable du gaulois au moment de l'installation des Bretons originaires de l'Île de Bretagne, avant d'être francisés plus tardivement. De même, certains toponymes gallo-romans d'origine latine ont été bretonnisés (notamment dans le Vannetais)
La toponymie de la Bretagne se caractérise aussi par la quasi-absence d'appellatifs germaniques, alors que l'on en trouve, certes de manière erratique, dans le Maine contigu ou encore en Anjou. En revanche, la diffusion des anthroponymes germaniques qui se sont fixés dans la toponymie, a eu lieu comme ailleurs.

### Le cas du suffixe-acumen Bretagne historique
Le suffixe -acum est un suffixe formateur de toponymes typique des zones géographiques ayant connu un ancien peuplement de langue celtique.
Il remonte au celtique commun *-āko(n) (non attesté). La forme gauloise est parfois notée -acon (gallo-roman -ACU, notée en latin -acum ou -acus). La forme du brittonique devait être *-ōgo(n).
D'après des comparaisons étymologiques, c'est un suffixe d'adjectif à l'origine. L'emploi comme adjectif se vérifie aussi dans des inscriptions en langue gauloise et latine : il caractérise un sanctuaire (Anualonacu « au sanctuaire d'Anualō ») ; il définit un dieu par exemple : Mars Braciaca « dieu de la bière ? » ; il indique l'origine familiale de quelqu'un et situe des marins sur la colonne des Nautes (nautae Parisiaci « marins de chez les Parisii »). Il a donc une dimension également localisante. L'adjectif localisant devient substantivé comme dans d(e)ae Rosmertae Dubnocaratiaco « À la déesse Rosmerta de Dubnocaratiacum ». C'est cet emploi substantivé qui a donné naissance aux noms de lieux. Dans ce cas, Dubnocarati- ne peut être que le nom de personne Dubnocaratius, ce qui vérifie la thèse d'Henri d'Arbois de Jubainville sur l'origine des noms en -iacum.
Ce suffixe s'est perpétué dans les langues celtiques modernes après évolution phonétique : gallois -og, vieux breton -og (noté -oc) > breton -eug (noté -euc) > -ec / -eg, irlandais -ach.
Coligny < *Kolin-(i)āko- correspond peut-être au breton kelennec (cf. Quelneuc), cornique Kelynek (cf. Callinick et Kelynack), gallois Clynnog et Irlandais cuilneach qui signifient « lieu planté de houx »
Normalement dans les régions de langue d'oïl, -(I)ACU a évolué phonétiquement en -ay, -é, -y, etc, en passant par un stade -(i)ac à une époque mal déterminée.
Ce n'est pas toujours le cas en Bretagne armoricaine où l'on parlait breton conjointement au gallo-roman. Ainsi trouve-t-on en Bretagne du sud (Loire-Atlantique, Morbihan) et à l'est (Ille-et-Vilaine, Côtes d'Armor) de nombreux toponymes terminés par -(é)ac, comme Brignac ; Moréac ; Vignac ; Campénéac ; Montennac, Lohéac, Loudéac, Tinténiac, Carnac, etc. qui ont tous leurs stricts équivalents dans d'autres régions, ainsi Brigné (Pays de la Loire), Brignac (Languedoc-Roussillon) ; Mory (Nord-Pas-de-Calais), Morey (Bourgogne) ; Vigny (Lorraine) ; Champigny, Campagnac ; Montigny, Montagnac ; Loué (Pays de la Loire) ; Taintignies (Belgique), Tintignac (Limousin) ; Carnac-Rouffiac, Charnat, Charnay, etc.
Deux théories expliquent le maintien du -ac au IXe siècle, alors qu'à cette époque il évoluait en -é, -y etc. dans la zone romane.
- Cette zone correspondrait à la zone de bilinguisme roman / breton. C'est le contact avec la langue bretonne qui a empêché l'évolution commune dans les dialectes d'oïl, cependant l'usage de la langue bretonne va être trop limité dans l’espace et le temps à l'est d’une ligne courant de Vannes à Saint-Malo (avec une pointe vers l’ouest au centre) pour provoquer la disparition du gallo-roman et le renouvellement complet de la toponymie[6]. En outre, dans la partie est et sud est du pays Rennais (Vitré, Fougères, etc.), où le breton n'a pas été parlé de façon traditionnelle, *-(I)ACU a généralement abouti à -é (cf. Vitré), tout comme dans le Maine ou en Anjou surtout (il n'y a aucun nom en -ac dans cette zone).
- Cette zone correspondrait à la zone où l'on utilisait le breton sans parler de bilinguisme véritable, même s'il y eut certainement des îlots romans comme il y eut des îlots brittophones à l'est de Rennes. Ce n'est que plus tard que le roman s'étendit vers l'ouest. Le roman gagna vraisemblablement les portes des actuels départements des Côtes-d'Armor et du Morbihan vers le XIe – XIIe siècle, puis gagna le nord est des Côtes-d'Armor un siècle plus tard[7]. Les processus et les causes de son expansion sont mal connus. Les différentes guerres ou relations diverses favorisaient l'avancée du roman, langue plus valorisée.

Parallèlement à l'emploi de -ac, la langue brittonique va introduire le  suffixe *-ōgon qui s'utilise généralement dans les noms de personnes ou de saint. Au stade du vieux breton *-ōgon devient -og (noté -oc ou -uc en français), puis -eug (noté -euc) au XIIe siècle et enfin -eg (noté -ec) au XVe siècle. Ainsi, pour reprendre les exemples précédents, a-t-on des doublets Brignac / Brigneuc (Plumaugat, Côtes-d'Armor) ; Moréac / Morieux (Côtes-d'Armor, Morioc en 1211 puis Morieuc) ; Vignac / Vignoc (Ille-et-Vilaine) ; Campénéac / Campeneuc (Tinténiac, Ille-et-Vilaine, Campenoc au XIe siècle).

## La toponymie gallo-romane et gallèse
La toponymie gallo-romane en Bretagne se caractérise par deux faits marquants :
- L’abondance de la suffixation en -acum (-ais, -ac, -é) et de la suffixation romane en -aria (-ière, -erie)
- L'importante proportion des termes d'origine celtique dans le vocabulaire toponymique gallo-roman.

### Les microtoponymes issus de l'ancien normand
De nombreux microtoponymes sont analogues à ceux que l'on rencontre uniquement en Normandie et parfois dans les départements contigus, car leur étymologie est scandinave. Ces toponymes sont concentrés sur la côte nord de la Haute Bretagne. Ils ont été décrits comme suit : la Hogue à Aleth (Ille-et-Vilaine); la Hoguette à Paramé (Ille-et-Vilaine); la Hoguette à Ruca; le Nez à Saint-Coulomb (Ille-et-Vilaine); le Nez à Paramé ((Ille-et-Vilaine); le Homme (Ille-et-Vilaine, Pleine-Fougères, Hulms 1160); le Dic à Cherrueix (Ille-et-Vilaine); le Dic à Pleurtuit (Ille-et-Vilaine); le Dick à Saint-Servan (Ille-et-Vilaine); le Bec-à-l'Âne, ruisseau à Cherrueix (Ille-et-Vilaine); les Miels à Cancale (Ille-et-Vilaine); la Mielle à Saint-Coulomb, à Paramé et à Saint-Lunaire (Ille-et-Vilaine), etc.
L'étymologie ultime de ces différents appellatifs toponymique est scandinave, il s'agit respectivement de :
- haugr « élévation, hauteur, tas », d'où la Hogue, la Houguette. Le terme hogue ou hougue est employé en Normandie avec ce sens au Moyen Âge et encore plus récemment à Jersey[11]
- nes « cap ». D'où le Nez, la graphie moderne étant inspirée par le français nez « appendice nasal »[11]
- hol « cavité » et hola « trou dans la terre », d'où la Houlle, la Houle. Mot encore en usage au sens de « cavité dans les rochers » en normand, mais aussi en gallo. Ce terme est à l'origine du français houle (de la mer). L'étymon hola a donné le normand houlette « terrier »[11]
- díki « fossé rempli d'eau, talus, embanquement, canal », d'où le Dic, le Dick, mot resté d'usage courant en Normandie jusqu'à l'époque moderne[11]
- hólmr « îlot, terrain entouré d'eau », d'où le Homme (et non pas l'homme qui désigne l'orme cf. l'Homme-Mort). Mot utilisé en ancien normand sous la forme hom, parfois homme. Encore vivant à Guernesey sous la forme du diminutif houmet « îlot, rocher, presqu'île »[11]
- bekkr « ruisseau » d'où le Bec, quand ce n'est pas le mot qui désigne un bec au sens topographique[11].

En revanche aucune forme ancienne, ni aucun élément ne permet de déceler l'utilisation du vieux scandinave borg dans la toponymie bretonne : Godebourg (Ille-et-Vilaine, Dol, Godebore 1181) ou Freebors (Ille-et-Vilaine, Roz-sur-Couesnon, XIIIe siècle) peuvent aussi bien s'expliquer par le saxon, le vieux bas francique ou encore contenir un élément tout à fait différent, tombé plus tardivement dans l'attraction de l'ancien français borc, burc « bourg » cf. Combourg.
L'article défini roman le, la apparaît dans les toponymes des régions de langue d'oïl autour de l'an mille, un des plus anciens exemples attestés est La Mare à Sainte-Opportune-la-Mare (Eure, la Mara 1059 - 1066). Ces formations toponymiques romanes n'ont pas de rapport avec la présence des Vikings en Bretagne (tout comme dans les régions du sud de la Normandie), mais témoignent de l'influence du normand sur le gallo à partir de cette époque. Il va d'ailleurs contribuer à la disparition du breton dans les régions côtières situées à l'ouest du Couesnon et au nord de Rennes. Le gallo possède d'ailleurs quelques termes dialectaux d'origine scandinave, issus du normand.

## La toponymie brittonique
Sauf indication contraire ou complémentaire, les informations mentionnées dans cette section peuvent être confirmées par le livre d'Hervé Abalain, Noms de lieux bretons, Éditions Jean-Paul Gisserot, 2000, 126 p. (lire en ligne) et d'Albert Deshayes, Dictionnaire des noms de lieux bretons, Douarnenez, Le Chasse-marée - ArMen, 1999, 605 p.
Les toponymes bretons sont le plus souvent composés de deux éléments : un premier élément descriptif sert à désigner un objet, le second élément détermine l'objet en question. Il peut s'agir d'un nom de personne, d'un nom commun, d'un adjectif. Par exemple :
- Ti Yann (« la maison de Jean »),
- Ti an Heol (« la maison du soleil, exposée au soleil »),
- Ti Glas (« la maison bleue, couverte d'ardoises »).

L'écriture bretonne ayant été normalisée très récemment, celle des noms de lieu fait largement la part à la phonétique, parfois bretonne comme dans :
- Gweltaz en région KLT,
- Gueltas en région vannetaise.

La répartition des toponymes brittoniques a servi à des historiens comme Aurélien de Courson (1863), Joseph Loth (1907) et Henri Quilgars (1927) à établir la carte de la « bretonisation » de l'Armorique et à fixer la frontière linguistique dans la péninsule armoricaine à l'époque de l'émigration bretonne. Les recherches actuelles montrent que cette « bretonisation » se révèle « un phénomène beaucoup plus long, plus complexe et plus nuancé qu'on ne l'a souvent cru, et que l'idée d'une frontière orientale séparant la Bretagne des pays romans est une illusion. La présence bretonne, inexistante ou très faible entre Loire et Vilaine, est ailleurs inégale, avec des foyers importants dans le Léon, le Trégor, les pays de la Rance, l'ouest de la Cornouaille, des zones de plus faible influence à l'intérieur, un mélange équilibré avec des éléments gallo-romains en d'autres endroits, comme le Vannetais, et laisse subsister des enclaves, franques de part et d'autre de Saint-Brieuc, gallo-romaines à Carentec et sur quelques points de la côte sud ».

### Principaux appellatifs toponymiques brittoniques
La polysémie toponymique et les homonymies rendent parfois délicate l'interprétation de ces appellatifs.

#### La préhistoire et l'Antiquité
De nombreux toponymes bretons sont des témoins de la préhistoire et de l'Antiquité : 
- Karn/carn/garn/kar/car[Note 5] : tas de pierre, monticule, cairn (Carnac, Carn, Carnoët, Pencarn, Pen-ar-Garn ou Penharn « l'extrémité du tertre », Garn An Aod « tertre de la grève », Garnilis « tertre de l'église », Callac[Note 6])
- Kruguel/cruguel : petit tumulus, tertre (Crugou, Crugan, Cruguel, Cruguellic, Crucuno ; les formes mutées Ruguel[Note 7] donnent les pluriels Ruguello, Ruguellou et les dérivés Kerruguel, Kerruc, Kerhuc, Kerrugon, Kerugou, Telgruc)
- Lac'h/lec'h vaen : pierre plate, dolmen (Liaven, Liavéan, Liavine, Leaven, Kerlieven , Kerleven ; Lelia, Lilia ou Lia contraction de [lec'h lia] « l'endroit au dolmen », Liaveur « grand Lia » ; Lec'h Bre « dolmen de la colline », Kerlec'h, Kerlec'h, Leslec'h, Lesleac'h, les toponymes dans lesquels le mot lec'h est en première position désignant généralement un lieu suivi du nom d'un résident)
- Magoar/magoer/magor : muraille, ruines de l'époque gauloise ou gallo-romaine, voire postérieure, comme dans le français Mézière[Note 8] (Magoar, Macaire, Magouaire, Magoureau,  Porsmoguer, Ploumagoar, Ploumoguer)
- Peulvaen/Maen : « pieu de pierre » qui désigne la stèle (le menhir) en breton, d'où les toponymes qui lui sont associés (Pelvain, Peulven, Menez Peulven « mont des stèles », Croaz Peulven « croisée des stèles », Liorzh ar peul « courtil du pieu », ar Peulvini « les menhirs »)[15]
- Run/rhun/ru/reun/rheun : colline, tertre, tumulus (diminutifs Reunic, Runic, Reunigou, Runigou ; pluriels Reuniou, Runiou, Runio ; Rungoat[Note 9] « tertre du bois », Rumen « tertre de pierres », Rumeur « grand tertre », Run an Dol, « colline du dolmen », Mezarun « champ de la colline », Menez Rhun « mont de la colline », Penareun, Pereuniou « sommet de la colline »). Les toponymes kruguel et run font référence à des collines mais n'impliquent pas qu'il s'agisse à coup sûr de tumulus préhistoriques. Elles peuvent révéler l'étymologie d'une éminence à caractère sacralisant[16]

#### Les côtes
Les termes de toponymie nautique ci-dessous sont donnés sous leur forme bretonne moderne.
- Aber : estuaire (Aber-Wrac'h, Aber-Benoît) ou ria (Ria (hydrographie))
- Aod/aot : côte, rive, hauteur, et par extension grève, plage (Duault, Aodoù an Arvor, Aot ar vein ruz « grève des pierres rouges », Aod ar Saoz « grève de l'Anglais », Brénaot ou Brenot « colline de la grève », Kernaud)
- Beg/bec : pointe littorale de taille variable, de la simple tête de roche et au cap (Beg ar Raz : pointe du Raz ; Beg-ar-Gador : pointe de la Chaise ; Beg-Leger : embouchure du Léguer à Lannion)
- Enez/Inis/Eniz : île (Douarnenez « terre de l'île », Térénez « la terre proche de l'île »[Note 10], Inis ar Gazeq « île de la jument », Barnenez « sommet de l'île », Enez Vriad île de Bréhat, Gavrinis) ; inizan : îlien, insulaire, contracté en nizan
- Gougoñv : grotte marine
- Karreg/ garreg : rocher, récif (Le Garrec ; lieu-dit Karreg an tan à Gouézec)
- Kastell : château, falaise rocheuse (la pointe du Kastell sur le port de Trébeurden)
- Mor : mer (Morbihan = petite mer, golfe) , la préposition ar s'appiquant au littoral (Arvor, Armor, Larmor-Plage, Larvor)
- Penn : tête, bout, cap, extrémité, sommet (Penn-ar-Bed : littéralement « Bout du Monde », nom du Finistère en breton ;  Pennenez « presqu'île », Penvenez ou Pen Méné « sommet de la colline », Penmarc'h)
- Porzh/port/pro/plo : port ou plus modestement anse, crique (Port-Rhu, Porzay, Porz-Guen « Port-Blanc », Plomarc'h « anse du cheval ») mais également porche, cour (de ferme, de manoir)[Note 11]
- Tevenn : dune, falaise (Erdeven, Théven, ’'Lestéven, Pen-an-téven « bout de la dune »)
- Traezh/trez : plage de sable (Trez Hir « plage longue » ; nombreuses plages en Tres- : Trestraou, Tresmeur et Trestrignel à Perros-Guirec, etc.)

#### Les eaux
- Aber : un aber (Aber-Wrac'h, Aber-Benoît)
- Avon : rivière (mot ancien qui subsiste dans Pont-Aven)
- Dour : eau, ruisseau, rivière (Douron, Dourdon « eau profonde », 'Dourdu « eau noire », diminutifs Dourig et Douric)
- Feunteun/fenten/fetan/fetanio/fontanio/fantain : fontaine, parfois source (Feunteun-ar-Roué « fontaine du roi », Feunteun-Venn « fontaine blanche / sacrée », Feunteun Goarec « la fontaine redemptrice »[Note 12])
- Froud : torrent, rapide, courant d'eau (Le Frout, Le Frot, Froutguen ou Froudven « ruisseau blanc (d'écume) » ou « ruisseau sacré » ; Fromeur, Fromveur, Frémur « grand courant (marin) », Camfrout « ruisseau courbe)
- Geun/Yeun : marais, marécage (Yeun Elez « marais du marais »)
- Gored : barrage de rivière ou d'estuaire, pêcherie (Concoret)
- Gouver : ruisseau (Gouer-Vian « petit ruisseau »)
- Gwazh/glaz/goas/voas/rouas : ruisseau (Daoulas, Goaz-al-louarn « ruisseau du renard », Trélas « vallée du ruisseau », An Hellas « vieux ruisseau », Goasalan « ruisseau de la lande »)
- Kemper : confluent (Quimper, Quimperlé, Quemper-Guézennec)
- Kelenn : marais, étang
- Lamm/lam : saut, cascade (Lamm Ar sant, « saut du saint » ou Lamm Ar san, « cascade de la vallée encaissée » )
- Lenn : lac, plan d'eau (Pélem, Lenhesq « lac tari, asséché »)
- Loc'h/moc'h : étang côtier saumâtre (Le Loc'h, Kerloc, Kerlohou « village des étangs »)
- Pont/pond/bont : pont (Pont Losket « pont brûlé », Karrbont « pont charretier » francisé en Carbone,  Pont-Aven, Pontivy, Hennebont)
- Poull/poul/boul/pol[Note 13] : trou, mare, crique, anse, étendue d'eau, excavation (Pouliguen, Poul-Fetan, Tréboul, Ploumanac'h, Poulprio « trou de terre argileuse », Poulven « trou blanc »[Note 14], Poull Brein « mare pourrie », Kerboull, Kamboull « étendue d'eau courbée », Tréboul, plage du Pouldu « crique sombre », Poull-al-Lin et Poullin « bassin à rouir le lin »)
- Red, roudouz : gué (Roudou Vraz : grand gué ; le stade de Roudourou - roudouz au pluriel - à Guingamp)
- Stank/stang : étang[Note 15] ou localement sens de barrage, lavoir, vallée plutôt encaissée et du cours d'eau qui y coule éventuellement (Le Stang et ses pluriels Stankou, Stancou, Stanco ; Stank ar Goulined « vallée aux lapins », Traon-Stang « val de l'étang », Rostand « colline de l'étang », Stang ar Foennec « val du pré », Lostang « queue de l'étang »)
- Stivell : source jaillissante (Goas-ar-Stivel « ruisseau de la source jaillissante »)
- Stêr : rivière (la rivière Steïr à Quimper)
- Treiz/treizh/trez/tres/tre/tri : passage de rivière, traversée par bac ou à gué, souvent traduit par Le Passage (Treizh ar C'hornôg « passe de l'Ouest », Treizh ar Su « passe du Sud », Kerantrech, Kerentréh, Keratri ou Trézéguer « village du passage », Treissény « passage de Sezni », Costreiz « ancien passage », Trezeloù « traverses »)

#### Le peuplement
- Alez : allée (Alez Brenn « allée de la colline »)
- Bod/bot/bos/bou/vod/bo : touffe, buisson et par extension demeure, résidence d'une habitation importante en vieux breton (Bodilis, Bodillo[Note 16], Botjaffré « demeure de Geoffroy »)[Note 17]
- Govel : forge (Gouvello « forges »)
- Gwasked : abri (Kervasquet « village de l'abri »)
- Gwic/Gwig : bourg, issu du latin vicus (Guipavas « bourg de la vaste forêt », Guidel)
- Hent : chemin, voie (Hent koz « ancienne route », Hent kamm « chemin tortueux », C'hent ar linarien « le chemin des linatiers »)
- Iliz/ilis : église, mot qui a fait son apparition au XIIe siècle (Bodilis, Brennilis, Kernilis Lannilis, Hent an Ilis « chemin de l'église », Cozilis « vieille église »)
- Kastell : château (Castel Du « château noir » ; Kastellin, Châteaulin)
- Kêr/'gêr/car et formes francisées quer/guer[Note 18] : endroit fortifié, forteresse puis tout lieu habité (ville, village, ferme, hameau, etc.) (Kermoroc'h, Kerbors, Carfantain, Kerhel « village haut »[Note 19], Kerborgne « village du borgne », Kerfréhour « village du marchand de fruits », Kerlerien « village agréable », Kergouallec « village du négligent », Kermoran « village grand », Kerprat « village du pré », Kerbastar « domaine de Bastard»[Note 20], Kermarec « village du chevalier »[Note 21]). Près de 18 200 noms de lieux contenant l'élément ker ont été recensés (9 250 dans le Finistère, 4 260 dans les Côtes d'Armor, 4 450 dans le Morbihan) selon le linguiste Francis Gourvil[17].
- Kleuz : fossé de retranchement (Kergleuz, Kergleuchou « village des fossés »)
- Kroaz/croaz/groez/greiz/greis/creis[Note 22] : croix, croisée, croisement, milieu, centre (Le Croisic ou Croazig « la petite croix », Kergroix ou Kergroéz « village de la croix », Creisker « centre-ville », Kroaz-Hent « croisée des chemins »[Note 23])
- Kure : vicaire (Kambr ar C'hure « maison du vicaire », Coat ar c'hure « bois du vicaire »)
- Lan(n) : ermitage, lieu sacré (Landivisiau « ermitage de saint Thivisiau », Lamballe « ermitage de Paul », Laurenan « ermitage de Ronan »). Soixante-neuf lan donnent lieu à la formation de paroisses et plusieurs centaines à des lieux-dits[18].
- Leti : auberge, hôtel
- Leur/lor : aire, notamment aire à battre le grain (Leurangue, Loranguer)
- Lez/li : lisière, bordure, ou cour (de justice), demeure d'un seigneur, d'un aristocrate villageois, le machtiern (Lézardrieux, Lesconil, Lesneven, Leslay, Lescoat « orée d'un bois », Lillouren « demeure de Louarn »[Note 24])
- Lochoù : pluriel de loch, hutte, cabane, abri (Lochou)
- Lok/loc/log[Note 25] : lieu saint, ermitage, dépendance d'un monastère, dont beaucoup sont placés sous le vocable de saints aujourd'hui complètement oubliés ou évincés par des saints concurrents moins obscurs (Locolven « lieu dédié à Goulven », Locminé, Locqueltas, Locmiquélic, Loctudy, Lochrist[Note 26]). Au total, les toponymistes ont recensé en Basse-Bretagne plus de 250 localités (hameaux, villages ou lieux-dits généralement dotés d'une chapelle) possédant ce préfixe, dont 17 communes du Finistère, 5 des Côtes d'Armor et 8 du Morbihan[Note 27].
- Menec'h : moines (Menec'h-ty « maison des moines »[Note 28], Enizenac'h « Île-aux-Moines », Manac'h-ti ou Manati « maison du moine », Keramanac'h « hameau du moine » ; Gouesnach littéralement « sous moine », i.e. « terre sous dépendance monastique »)
- Milin/melin/meil/meilh/veil/veilh/vilin : moulin (Milin Avel « moulin à vent », Brémelin « colline au moulin », Traou ar Vilin « vallée du moulin », Keravilin ou Tromelin « village au moulin », Milin ar Genkiz « moulin de la résidence », plage de Kervillen à La Trinité-sur-Mer[Note 29])
- Minic'hi : asile (Minihy-Tréguier, Minihy du Léon)
- Plou-/plo/ple/pla/pleu/plu/ploe/pleb[Note 30], poul (métathèse, à ne pas confondre avec poull) : paroisse[Note 31] (Plougonvelin, Plouézec, Plouay, Pouldreuzic, Pouldergat, Pouldavid, Plaintel). Environ cent soixante communes portent actuellement un nom composé du préfixe ploe-[19].
- Tavarn : taverne
- Tre/trev/tref : à l'origine habitation, puis groupe d'habitation et enfin lieu habité et cultivé, village, trève, église succursale (Trédaniel, Trégarantec, Trégastel, Treveneg « village de Gwezenneg[Note 32], Trevingard « village d'Ingard »[Note 33])
- Ty/thi/thy/ti : maison (Ti Névès ou Ty Névez « Maisonneuve », Tizoul et Tiplouz « maison au toit de chaume », Ti Nod « maison du rivage », Typri « maison de terre », Ti Istribilh « maison sur la pente », Ty Losquet « maison brûlée », Ty Bras ar bourk « grande maison du bourg », Ty Glas « maison bleue » et Ty Ru « maison rouge »[Note 34], Letty ou Laety « maison du lait[Note 35] », Klandi, Clandi ou Clandy « maison de malades[Note 36] », Tibidi « maison de prières », Kerity « maison de charité », Peneti « maison de pénitence, oratoire »), Pennti « pavillon ou maison sans dépendance, cottage ».

#### Le relief
- Ber : mont, butte (Berloch)
- Blaen/blein/blen/blin/lein[Note 37] : sommet, cime[Note 38], hauteur (Blain, Blein maro « extrémité morte, désertique »)
- Bre/brech/bra/bren/brin/bran/bron : mont, colline, mamelon (Brélévénez « mont-joie », Bramain « colline pierreuse », Bretinio « colline d'Inio »)
- Gorle, îlot, rocher qui ne couvre pas (Gorle kreiz « rocher du milieu »)
- Goueled : fond ou partie occidentale d'une paroisse
- Istrad/strad : fond (de vallée), large vallée (Strat, Kerstrad, Kerstrat)
- Karreg : roche (Carrec, Kerreg, Garrec-Ven « la Roche blanche » , Kergarrec « hameau pierreux », Croas- ar- Garrec « la croix de la roche » )
- kleger : amas de roches, chaos rocheux (Cléguer-ar-Veilh « chaos du moulin » )
- Krec'h/kenec'h/c'henec'h/kreac'h/creac'h : hauteur, tertre, monticule, colline (Quénécan « colline blanche », Creac'h-ar-Bleis « tertre du loup »)
- Léhec : endroit rocheux (diminutif Léhan, pluriel Léhou)
- Maen/men/vaen/vain/ven/min : pierre (Ménec « endroit pierreux », Menguen, Menven ou Minven « pierre blanche » faisant référence au quartz, maen griz « pierre grise » faisant référence au granit, Meurvaen et Men Meur « grande pierre », Men gleuz « pierre fissurée », Men Diaoul « pierre du diable », Toulmin ou Toulmain « trou de la pierre » qui évoque une carrière, Créménec « côte pierreuse , caillouteuse », Rumen « tertre de pierre »)[Note 39]
- Menez : montagne (Ménesguen ou Maneguen « montagne sacrée »)
- Nant : vallée (Donnant « val profond », Nanquennec « vallée étroite », Lantic)
- Roc'h/roc/rohou (pluriel) : roc, roche (Guenroc « rocher blanc », Kerrohou « hameau des roches », Rohan « petit rocher »[Note 40], Roguédas « roche de Gildas »)
- Roz/ros : pente, coteau, versant (Roscanvel, Roscoff, Rosporden, Rostrenen, Rozanbo « le coteau sur le Bo »[Note 41], Roscoët « colline du bois », Kerros « village sur le coteau », Perroz-Gireg, anciennement Penn-ar-Roz « bout du coteau »[Note 42])
- Tarrod falaise, montée escarpée (Taroziou, Coataroa)
- Tor : flanc, ventre (tor-ar-Ménez « le flanc de la montagne »)
- Toull/toulig : trou, passage, entrée (Toul-al-Laer « trou du voleur », Toull sab « sablière », Toulbouillen « trou de boue », Toull Broc'h « trou du blaireau » et Toul ar broc'het « trou aux blaireaux », Toull ar raned « grenouillère », Toul Huil « coin aux insectes », Toul C'Huib « coin aux moustiques », Men toul « roche percée »)
- Traon/tenaou/Tre : vallée (Trodon « val profond », traou « vallée des Traouïero »).
- Tuchenn : synonyme de menez (Tuchenn Kador « mont de la chaise », Penhador « bout de la chaise »)

#### La végétation (campagne, forêt)
Au temps du paganisme celtique, la célébration du règne végétal a fécondé l'imaginaire populaire qui, en attribuant des pouvoirs à certaines plantes, a inspiré de nombreux lieux-dits. « En Bretagne, plus de 4 000 phytotoponymes ont été relevés, ce qui représente près d’un lieu-dit sur six ».
- Argoad : bocage (l'Argouët)
- Askol/oskal (en vannetais) : chardon » (Plusquellec « paroisse du chardon », Aucaleuc « chardonneraie », Kernasqueillec « hameau aux chardons », Lannec an ascol « lande aux chardons »).
- Aval : pomme (Keravelo, Kernavalen, Lavallot, Port-Navalo)
- Ba(z)lan/Banal/bonnal : genêt ; balanec/balaneg : genêtière, genêtaie, lieu planté ou espace couvert de genêts (Plobannalec, Ploubazlanec, Bannalec, Balanec, Botbonnalec « touffe de genêt », Toulbalena « trou où l'on ramasse le genêt », Hent	Bonaleu « chemin aux genêts », Kerbanel ou  Kerbonalen « village aux genêts »)[Note 43]
- Beuz/buz/beux/veuz/vuz : buis (Le Beuzit, Buzit, Bezidel, Veuzit, Vuzit, Runanveuzit « colline de la boissière »)[Note 44]
- Bevoez : vaste forêt
- Bezv/beo : bouleaux (Le Bézo, Le Vézo, Bihoué)
- Bod/bot/bos/bou/vod : buisson, bosquet, touffe  (Bochelin, Botquélen « buisson de houx », Botfaux « fourré de hêtre ») ou refuge, demeure
- Broenn : jonc (Broen,  Broeneg « jonchère », Braigno, Breignou)
- Brug/vrug : bruyère (Bruc-sur-Aff, Bruz, Ar Brugeier, Aot-ar-Brug « grève des bruyères », Enez Vrug « île aux bruyères »)
- Calper/cosper : poirier (Botcalper « bosquet de poiriers »)
- Derv/derv/deru/deru/derf : chênes (Coat-Déro « bois de chênes »)
- Drez/drezec : ronces (Drézen « roncier », Botrez « fourré de ronces »)
- Faou/faù, faùen (singulatif) : hêtres[Note 45] (Faouët « hêtraie », Kerfaven, « village du hêtre »)
- foenn/foenneg : foin/prairie (Le Foen, Le Fouennou, Foennec, Goas- ar-Foen « ruisseau de la prairie », Cozfoennec « ancienne prairie »)
- Forest : forêt
- Garzh : haie d'arbres, talus (Garsalec « haie de saules », Penn maen garzh francisé en Penmerguès « bout de la pierre du talus »)
- Gwern/guern/wern/vern/guer/ver[Note 46]/ven/vign : zone humide où pousse l'aulne, aulnaie, lieu marécageux (Guern, Guerlédan « large aulnaie », Kervignac, Penvern, Vergoz, Vern)
- Haleg/aleg/alleg/elél/elleg/hellél/héleg/hellé/helleg/zhilig : saule (Kernalleguen, Keralec, Kerhellec, Ker(h)allec ou Guernaleg « village aux saules », Hellégoat « bois de saules », Helleguy « saulaie », Parc hallec « champ de saules »)
- Hinec/izinec (izhineg) : ajonc (Plouhinec)
- Ivin/ivinenn/ignel/vign : if (Kerivin, Goasivinec, Kernivinen « village aux ifs », Restivinen « lieu planté d'ifs », Toulivinen, Yvignac, Inguiniel)
- Kae : haie de clôture (Quémeur « grande haie »)
- Kanabeg/ganabeg : chènevière », avec des francisations abusives en Canapé ou Canapet (Kerganapé)
- Kef/kif/quif/queff : du breton C'hef, tronc, souche (Lesquiffiou « manoir aux souches », Kergueff « hameau de la souche », Keff Du « souche noire », Queff Yaouanc « jeune tronc », Lein ar heff « sommet à la souche », Quiffioec « lieu aux souches »)
- Kelenn : houx (Pen-Quélen « bout de houx », Quelneuc « houssaie » peut-être équivalent du gaulois *coliniaco- > Coligny)
- Kelvez : noisetier (Botquelvez, Kergolvez, Colvez, Kergolvé , Guilvit « noiseraie »)
- Killi : bosquet, bocage (Le Quillio, Quilihuel « haut bosquet »)
- Kistin : châtaignes (Questembert, Quistinic, Kerguesten, Kerguestan)
- Koad/coat/goat/koed/C'hoed/goet/gouet : bois (Coat-Losquet « bois brûlé », Koad an Noz « bois de la nuit », Coëtquidan)
- Lann, pluriels Lanno, Lano, Lannou, Lanio, Lanniou : lande d'ajoncs (Land, Laland, Lannic « petite lande », Lanveur « grande lande », Lanvian « petite lande », Lanigou « petites landes », Lanroz « lande du tertre », Toulalan « trouée dans la lande »,  Landrein « lande de ronces », Lann Justice « lande de justice »[Note 47], Lanvaux « lande du ruisseau »)
- Linad : ortie (Bo lénat ou Bou linat « touffe d'orties »)
- Liorzh/liors/luorzh : jardin, champ jouxtant l'habitation (Liors ar houill « jardin aux hannetons », Liors ar hat « champ au lièvre », Liors ar garout, « jardin du chemin à charrette »)
- Maez/vaez/mez/mes, Mechoù (pluriel) : campagne, champ ouvert (Lesvaez « cour dans la campagne », Mescalet « champ de Kaled »[Note 48], Mescam « champ bombé », Mesdoun « champ profond », Mesguen « champ sacré », Mescouez, Mesgouès, Mesgouez, « champ sauvage » ou « champ non labouré », Kervaes, Mesquer « village à la campagne » ou « faubourg »)[Note 49]
- Park : champ clos par opposition à Maez (Parc-ar-Goff « champ du forgeron »)
- Prad/prat, brad/brat (forme lénifiée), pradenn (singulatif) : pré, prairie (Trébrat « hameau du pré », Penfra « bout du pré », Prat « large pré », Précazec « pré de la jument »)
- Raden : fougères (Bod-Raden « buisson de fougères », Radenec, Enez Raden « île de la fougère »)
- Rest : « lieu de repos, asile », mais aussi « dépendance seigneuriale, demeure, ferme », ou « essart de lande, endroit nouvellement défriché » (Resto, Restermouel « demeure d'Armel », Kerrestou)
- Segal : « seigle » (Parcou Ségal « champs de seigle », Botségal, Kerségalen, Kersigallec)
- Skav/skao/scao, Scaven (singulatif), Scavennou (pluriel) : sureaux (Squiffiec, Sco, Scoen, Poulskao « mare au sureau », Kerscaven et Kersco « village du sureau », Botscao, Botsco, Bodsco, Boscave et Bosco « buisson de sureaux » ou « demeure aux sureaux »)
- Spern : aubépine (Bod Spern)

#### Autres
- Avel : vent (Keravel, Kernével, Begavel « pointe du vent »)
- Beleg : nom de personne qui signifie prêtre (Lanvellec, Kerbeleg, Kerbellec, Kervellec « village du prêtre - de M. Bellec »)
- Berc'hed : du nom français de sainte Brigitte (Berhet, Loperhet)
- Berr/verr : court (Bergot « petit bois »)
- Goff/gov/gouel/hoel : forgeron (Roscoff, Kergoff, Kergov, Kergo, Kerango, Coz-Coël, C'hoel goz « vieille forge »)
- Kan : chant ou canal, bief de moulin
- Kaval (breton moderne)/ cefel (vieux breton) : cheval (Cap Caval, Quévellec « petit cheval »[Note 50])
- Kan/karr : charrette (Toull Karr « passage de charrettes » correspondant souvent à l'entrée d'un champ, Carbont, Carpont ou Carpont « pont à charrettes »)
- Kelleg : patronyme au sens de mâle (Keriellec, Kerguellec, Kergelleg)
- Lost/host : bout, extremité, queue (Lostengoat, Lostanvern « bout du marais », Lostallen « bout de l'étang »)
- Louarn/lern (Hent al Louarn « chemin du renard », Goarem Louarn « garenne du renard », Quélern « village aux renards »)
- Maer : maire au sens d'intendant du seigneur (Merdy, « maison du maire », Hentig ar Merdi « chemin du maire »)
- Neved : sanctuaire, endroit sacré
- Rous : roux, teinte qui peut s'expliquer par une particularité liée à la géologie (nature ferrugineuse du terrain lui donnant cette couleur), à la flore (couleur des vieilles fougères ou des vieux ronciers), au patronyme (surnom attribué à un rouquin), etc. (Kerrous, Keranroux)
- Tarff/taro : taureau (Kerentarf,  Pont-Taro)

### Nombres
- Daou : deux, devant un nom masculin (Daoulas au confluent de « deux cours d'eau »)
- Div : deux, devant un nom féminin
- Tri : trois, devant un nom masculin
- Teir : trois, devant un nom féminin
- Pevar : quatre, devant un nom masculin
- Peder : quatre, devant un nom féminin
- Pemp : cinq
- C'hwec'h : six
- Seizh : sept
- Eizh : huit
- Nav : neuf
- Dek : dix

### Principaux termes initiaux et suffixes
La nature, l'antéposition ou la postposition de l'adjectif ou du substantif permettent parfois de donner des éléments de datation de l'habitat.
- Avelek : venté (Ty-Avélec « maison exposée au vents »)
- Bihan, vihan (forme lénifiée) : petit (kervihan « petit village »)
- Bras : grand
- Cam/kam : courbe
- Dalar/talar : sillon en tant que cordon de littoral ou tournière d'un champ (Kerdalar « maison sur le sillon », « maison du bout du champ », Talarou « sillons sur plusieurs bords d'un champ »)
- Dindan : au-dessous, sous
- Don : profond (traoñ-Don « vallée profonde »)
- Dreñv/dreon : derrière (Dreñv an Iliz « derrière l'église »)
- Du : noir, sombre (Duault, Pouldu,  Stang-Zu « étang sombre », Brenduff « étang sombre », Kerdu « village noir », i. e. à l'ombre)
- Etre : entre
- Glaz/glas/c'hlas : vert (naturel) ou bleu (le pays Glazic, Kerlaz « hameau en pierres bleues », hent-Glaz « chemin vert, abandonné ou empierré de schiste »)
- Gorre : haut, partie supérieure (Gorréquer « village d'en haut », Gorre Bloue « paroisse d'en haut »)
- Gou : sous
- Goueled : bas, partie inférieure ( Goulitkêr « village d'en bas », Goueled ar Barrez « bas de la paroisse »)
- Gouez/gouès/couez : sauvage[Note 51]
- Goulou/golou/houlou/golo/ : lumineux
- Gwenn/guen/ven : blanc, pur, sacré (Gwengamp, Kerven « Ville-Blanche »,)
- Hen/han/hin : vieux, ancien (Hennebont « vieux pont », Hengoat, « vieux bois », Hellès, Hellez « vieille résidence seigneuriale »). Ce terme se montre à plus de 100 reprises antéposé dans la toponymie bretonne[Tanguy 1]
- Hir : long
- Iz : en bas, dessous (Ker Ys « ville basse »)
- Izel/izeleg, izelañ (superlatif) : bas (Kerizel, Kerzelig)
- Kichen : à côté (Kichen ar mor « près de la mer »)
- Kozh/koz/hoz/gozh/goz/gos/cozh/coz/cos : vieux , ancien ou délabré (Milin-Goz « vieux moulin », ar C'hoti, Cohti, Gohty, Coty « vieille maison », Cosquer ou Gosquer « vieux village »)[Tanguy 1]
- Kostez : du côté de
- Kreiz/greiz : milieu (Ti kreiz « maison du milieu », Creisméas, « champ du milieu »)
- Kuzh : caché, dissimulé (Toulcuz « trou caché »)
- Louet : gris (Kerlouet « village gris ou village du dénommé Louët »)
- Melen/meren : jaune  (Ar Garreg Veren « le rocher doré », Kermélenec « village du blondin », Coat Melen « bois jaune »)
- Meur/mor : grand, vaste, majestueux
- Ness : proche
- Nevez : nouveau (Kernevez ou Guernehué « villeneuve »)
- Rag : devant (Raguenès « face à l'île »)
- Ruz : rouge
- Tal : devant, face à, près de (Talhouët « front du bois », Tal ar C'hoat « orée du bois », Telgruc)
- Uhel/ihuel, uhelañ (superlatif) : haut (Huelgoat « bois d'en-haut » avec l'inversion du h en français, Garzuel « haie haute »)
- Uz/uc'h : au-dessus
- War : sur
- Yen, yein : froid, improductif (Prat-Yen « pré froid »)

## Les néo-toponymes bretons
Si la production toponymique remonte à l'Antiquité, la néotoponymie résulte d'un processus de création toponymique qui se développe à la fin du XIXe siècle (choronymie touristique liée au littoral breton) et s'accélère depuis la formation de communes associées et de communes nouvelles. Cette production néotoponymique en Bretagne transforme les toponymes d'origine (endonymes) et met en avant des enjeux patrimoniaux et économiques (marketing territorial qui est une démarche de promotion et de prospection auprès des touristes, des investisseurs ou des opérateurs) qui peuvent susciter des questionnements et des polémiques.